# National Radio Company
Die National Radio Company war eine US-amerikanische Herstellerfirma von Funkempfangsgeräten für professionelle und militärische Zwecke sowie den Amateurfunkdienst. Ihr Hauptsitz befand sich in Malden (Massachusetts).

## Geschichte

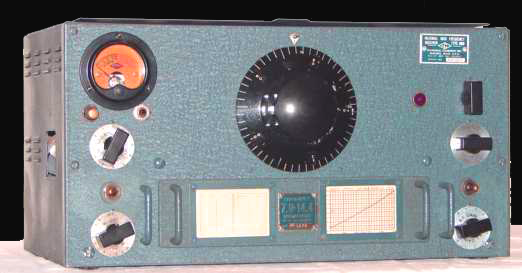
Kurzwellenfunkempfänger National HRO (ca. 1938)

Im Jahr 1914 gegründet als National Toy Company (deutsch „Nationale Spielzeugfirma“), wurde das Sortiment von Spielzeug bald auf Haushaltswaren erweitert, was die Namensänderung zu National Company, Inc. zur Folge hatte. Keine zehn Jahre später wurde die Produktpalette nach und nach um Rundfunkempfänger erweitert. Insbesondere bei Funkamateuren waren Anfang der 1930er-Jahre die damals modernen Pendelaudions vom Typ SW-3 und SW-5 beliebt. Einen Höhepunkt der Firmengeschichte gab es dann um 1935 mit Erscheinen des hochmodernen Kurzwellenempfängers National HRO (Bild).
Dieser Funkempfänger war sowohl für militärische Anwendungen bestens geeignet als auch bei Funkamateuren sehr beliebt. Es entstanden unterschiedliche Modelle, vom mit 99 Dollar preisgünstigen HRO Junior über den HRO Senior, den HRO-M und den HRO-5, bis zum Nachkriegsmodell HRO-60 (Bild), das mit 745 Dollar für die damalige Zeit als exorbitant teuer galt. Die Geräte wurden in Stückzahlen von über 10.000 hergestellt. Unter anderem wurden sie während des Zweiten Weltkriegs vom britischen Funkabhördienst (Y Service) genutzt, um den feindlichen, insbesondere den deutschen Funkverkehr abzuhören.
Auch nach dem Krieg florierte die Firma noch mehrere Jahrzehnte, bis Ende der 1980er-Jahre der wirtschaftliche Niedergang einsetzte und das Unternehmen schließlich aufgelöst werden musste.